# Скобелево (Пловдивська область)
Ско́белево (болг. Скобелево) — село в Пловдивській області Болгарії. Входить до складу общини Родопи.

## Населення
За даними перепису населення 2011 року у селі проживали 96 осіб.
Національний склад населення села:
| Національність   | Кількість осіб | Відсоток |
| ---------------- | -------------- | -------- |
| болгари          | 88             | 92,6%    |
| турки            | 5              | 5,3%     |
| цигани           | 0              | 0%       |
| Всього відповіли | 95             |          |

Розподіл населення за віком у 2011 році:
Динаміка населення: